# Google Compute Engine
A Google Compute Engine egy infrastruktúra-szolgáltatás, amelyet a Google a Google IO konferencián jelentett be 2012. június 29-én.
A Google Compute Engine hypervizora KVM és kizárólag Linux vendég operációs rendszereket támogat. A rendszer egy REST felületet biztosít az erőforrások (virtuális gépek, adattárolók, stb) kezeléséhez.
2013. február 25-én a Google bejelentette, hogy a korábbi meghívásos béta után bárki számára hozzáférhetővé teszi a Compute Engine-t, és a RightScale az (egyelőre) egyetlen viszonteladójuk.